# Baltschiederbach
Der Baltschiederbach ist ein etwa 12,5 Kilometer langer Bach im Kanton Wallis, der bei Baltschieder von rechts in die Rhone mündet.

## Geographie

### Verlauf
Der Baltschiederbach entsteht aus mehreren Quellbächen, die aus dem Üsseren und Inneren Baltschiedergletscher entspringen. Das Gebiet ist umgeben von Dreitausendern wie dem Stockhorn, dem Jägihorn und dem Strahlhorn sowie auch dem Breithorn. Ab etwa 2300 m ü. M. haben sich die Quellbäche vereinigt. Der Bach fliesst relativ geradlinig südwärts in sein Tal, das Baltschiedertal. Nach etwa 2 km fliesst ihm von rechts auf 1800 m ü. M. der Bietschhornbach zu sowie kurz darauf mehrere weitere kleinere Bäche, unter anderem auch der Bach aus dem Hoschuigrabo und dem Risigrabo. Etwa 1,5 km später erreicht der Bach Eiiltini auf 1480 m ü. M. Etwa 0,5 km unterhalb von Eiiltini fliesst auf 1390 m ü. M. von links der Rote Bach zu und ein weiterer Kilometer später der Furggabach auf 1250 m ü. M. Nach weiteren 1,5 km kommt auf 1050 m ü. M. der Abfluss des Pschissnugrabe dazu. Etwa 1,2 km später fliesst von rechts der Teiffe Bach zu und der Baltschiederbach biegt leicht Richtung Südwesten ab. Er erreicht nach einem weiteren Kilometer das Dorf Baltschieder und mündet 0,7 km weiter in den Rotten auf 643 m ü. M.

### Einzugsgebiet
Das Einzugsgebiet des Baltschiederbachs hat eine Grösse von etwa 43 km². Der höchste Punkt im Einzugsgebiet ist am Bietschhorn auf 3874 m ü. M.

### Suonen
Aus dem Baltschiederbach gespeist werden drei Suonen, nämlich Gorperi in Richtung Eggerberg sowie in Richtung Ausserberg Undra und die seit 1972 durch einen 1,6 km langen Tunnel geleitete Niwärch.